# 336

## Úmrtí
- 7. října – Svatý Marek (papež), 34. papež katolické církve

## Hlavy států
- Papež – Marek (336)
- Římská říše – Constantinus I. (306–337)
- Perská říše – Šápúr II. (309–379)
- Kušánská říše – Kipunada (335–350)